# Tunel Atlantycki
Tunel Atlantycki (norw. Atlanterhavstunnelen) – tunel podmorski w Norwegii, w ciągu drogi okręgowej nr 64, łączący gminę Kristiansund z gminą Averøy w okręgu Møre og Romsdal. Wschodni koniec tunelu (63°07′32″N 7°43′26″E/63,125556 7,723889) znajduje się na wyspie Kirkelandet w mieście Kristiansund, a zachodni koniec tunelu (63°06′30″N 7°38′05″E/63,108333 7,634722) znajduje się na wyspie Averøya, na zachód od wsi Sveggen. Długi na 5.727 metrów tunel biegnie pod Bremsnesfjorden, osiągając głębokość 250 metrów pod poziomem morza, co czyni go jednym z najgłębszych tuneli podwodnych na świecie. Maksymalne nachylenie spadku drogi wynosi 10%. Przygotowanie robót rozpoczęto jesienią 2006, a drążenie zaczęło się w kwietniu 2007 roku. Ostatecznie tunel został oddany do użytku 19 grudnia 2009, tj. rok później niż początkowo szacowano. Po początkowo bardzo dobrym przebiegu robót, poważne kłopoty pojawiły się w marcu 2008, kiedy w niemal najniższej części tunelu nastąpiło osuwisko. Rozwiązywanie nieoczekiwanych poważnych problemów spowodowało powstanie opóźnień i przekroczenie pierwotnie planowanych kosztów, które pierwotnie planowano (wraz z drogami dojazdowymi) na poziomie 635 milionów koron norweskich. Tunel stał się drożny 19 marca 2009, choć jeszcze w listopadzie 2008 kierownictwo budowy deklarowało, że może się to stać jeszcze przed Bożym Narodzeniem 2008 roku.

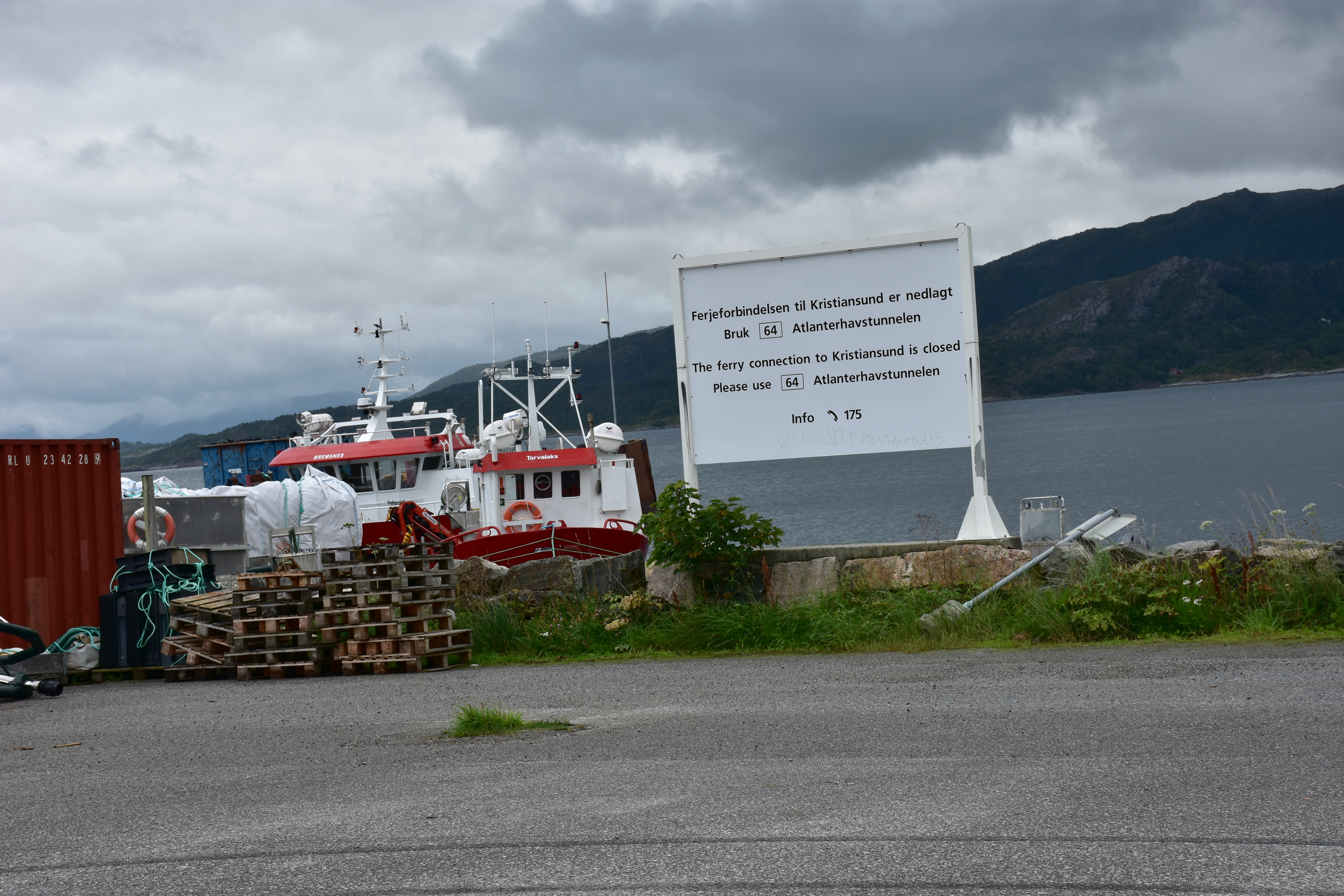
Tablica informacyjna przy dawnej przeprawie promowej, polecająca przejazd drogą nr 64 i tunelem

Nazwa wynika z faktu, iż obie wyspy, które tunel łączy położone są na otwartym Oceanie Atlantyckim i nawiązuje do nazwy atrakcji turystycznej Atlanterhavsveien – Drogi Atlantyckiej, biegnącej przez szereg małych wysp z widokiem na morze, fiord i góry, łącząc Averøy z lądem stałym w pobliżu miasta Molde.